# Бомхард, Аллан
Аллан Р. Бомхард (англ. Allan R. Bomhard; род. 10 июля 1943, Бруклин, Нью-Йорк) — американский лингвист, специалист по сравнительно-историческому языкознанию, автор одной из реконструкций гипотетического праностратического языка.
Сооснователь лингвистических журналов Diachronica и Mother Tongue. Член совета директоров (с 1989) и вице-президент (1989—1996) Ассоциации исследования языка в доисторическую эпоху (Association for the Study of Language in Prehistory; ASLIP).

## Научные идеи
Состав ностратической макросемьи, по Бомхарду, таков:
- афразийские языки;
- эламо-дравидийские языки;
- картвельские языки;
- евразийские языки (Eurasiatic languages):
  - индоевропейские языки;
  - уральско-юкагирские языки;
  - алтайские языки (с оговорками относительно корейского и японо-рюкюских[3]);
  - чукотско-камчатские языки;
  - нивхский язык;
  - эскимосско-алеутские языки;
  - тирренские языки.

Также, по Бомхарду, в отдалённом родстве с ностратическими может состоять шумерский язык.
Список ностратических языков, предлагаемый Бомхардом, отличается от вариантов, предложенных представителями Московской школы лингвистической компаративистики.
Бомхард считает, что единый праностратический язык существовал приблизительно с 15 000 г. до н. э. по 12 000 г. до н. э. и его носители жили тогда на территории Плодородного полумесяца к югу от Кавказа.

## Труды

### Монографии
- Toward Proto-Nostratic: a new approach to the comparison of Proto-Indo-European and Proto-Afroasiatic. — Amsterdam; Philadelphia: John Benjamins, 1984. — 356 pp. — ISBN 90-272-3519-8.
- The Nostratic macrofamily: a study in distant linguistic relationship. — Berlin; New York: Mouton de Gruyter, 1994. — 932 pp. — ISBN 3-11-013900-6. (соавтор — John C. Kerns)
- Indo-European and the Nostratic hypothesis. — Charleston, S.C., 1996. — 265 pp. — ISBN 0-9652294-0-8.
- Reconstructing Proto-Nostratic: comparative phonology, morphology, and vocabulary. — Leiden; Boston: Brill, 2008. — 2 volumes; Vol. 1: xxiv, 878 pp.; Vol. 2: xviii, 942 pp. — ISBN 9789004168534.
- The Indo-European elements in Hurrian. — La Garenne Colombes / Charleston, 2010 / Published on-line. — 166 pp. (соавтор — Arnaud Fournet)
- The Nostratic hypothesis in 2011: trends and issues. — Washington, D.C.: Institute for the Study of Man, 2011. — 341 pp. — ISBN 9780984538317.
- An introductory grammar of the Pāḷi language / prepared by Allan R. Bomhard. — Charleston, S.C.: Charleston Buddhist Fellowship, 2012. — 131 pp.
- Afrasian comparative phonology and vocabulary. — Charleston, S.C., 2014 / Published on-line under a Creative Commons <BY-NC-ND> License. — 385 pp.
- A comprehensive introduction to Nostratic comparative linguistics (3rd edition). — Florence, S.C., 2018 / Published on-line under a Creative Commons <BY-NC-ND> License. — 4 volumes; Vol. 1: 725 pp.; Volumes 2 and 3: 1191 pp.; Volume 4: 745 pp.

### Статьи
См. полный список, ведущийся самим А. Бомхардом.
- Современные направления реконструкции праиндоевропейского консонантизма // Вопросы языкознания. — 1988, № 2. — С. 5—22.
- Реконструкция прасемитской системы согласных // Вопросы языкознания. — 1988, № 5. — С. 50—65.
- Пересмотр индоевропейско-семитской гипотезы // Новое в зарубежной лингвистике. Вып. 21. Новое в современной индоевропеистике / сост., вступ. ст. и общ. ред. Вяч. Вс. Иванова. — М.: Прогресс, 1988. — 554 с. — С. 433—450.[ком 2]
- Очерк сравнительной фонологии так называемых «ностратических» языков // Вопросы языкознания. — 1989, № 3. — С. 33—50.
- Придыхательные смычные в праиндоевропейском // Вопросы языкознания. — 1992, № 2. — С. 48—56.
- «Закон Стертеванта» в хеттском: реинтерпретация // Вопросы языкознания. — 1992, № 4. — С. 5—11.
- Развитие личных показателей атематических глаголов в праиндоевропейском // Вопросы языкознания. — 1993, № 2. — С. 42—49.

- The Nostratic hypothesis in 2014 // Nostratica Kioviensis in honore Vladislav M. Illič-Svityč = Мова та історія. Збірник наукових праць. Випуск 359. Спеціальний випуск до 80-тиріччя Владислава Марковича Ілліч-Світича / упорядник Н. Назаров. — Київ, 2014/2015. — 96 pp. — P. 15—56.
- More thoughts on Nostratic morphology / published on-line, 2014 / 2017
- The words for 'star' in Indo-European and Semitic // Archaeoastronomy and Ancient Technologies 2019, 7(2), 1-4
- A Critical Review of the First Two Volumes of: Опыт сравнения ностратических языков (семито-хамитский, картвельский, индоевропейский, уральский, дравидийский, алтайский). — Флоренс, 2020.

## Отзывы и критика
С критикой монографии 1984 года «Toward Proto-Nostratic…» выступил Евгений Хелимский. Хелимский отмечает, что у Бомхарда обильно представлены глагольные корни с расплывчатым значением, встречаются сомнительные семантические предположения, может произвольно отбрасываться третий согласный корня (если он фонетически не годится для сопоставления), а праафразийское происхождение нередко приписывается корням, которые зафиксированы лишь в одной ветви афразийских языков или вовсе в одном-двух языках. Все эти допущения в принципе возможны, продолжает рецензент, однако злоупотребление ими опасно: при опоре на достаточно объёмные лексические источники так можно построить набор фонетических «соответствий» между любыми двумя языками. Далее Хелимский приводит примеры на «соответствия» (крайне маловероятные типологически) и.-е. *(нуль)- : сем. *b- и и.-е. *t- : сем. *b-.
Георгий Старостин утверждал (в книге, опубликованной в 2015 году), что «стиль Бомхарда нисколько не изменился при переходе к более широкому, многостороннему ностратическому сравнению» и что сделанные Хелимским выводы «вполне применимы и к более поздним работам» Бомхарда. Также Старостин критикует пересмотр системы консонантных фонетических соответствий, предпринятый в ностратике по типологическим соображениям Бомхардом. Тем не менее, Старостин достаточно уважительно отзывается о Бомхарде (заявляя, в частности: «к отдельным его гипотезам и этимологиям, не связанным с радикальным пересмотром системы, вполне можно и нужно прислушиваться»).